# Janine Turner
Janine Turner (Lincoln, 6 de diciembre de 1962) es una actriz estadounidense que desde 1990 a 1995 apareció en la serie de televisión Doctor en Alaska como Maggie O'Connell y de 2000 a 2002, en la serie Strong Medicine como Dana Lee Stowe de la cadena Lifetime.

## Carrera

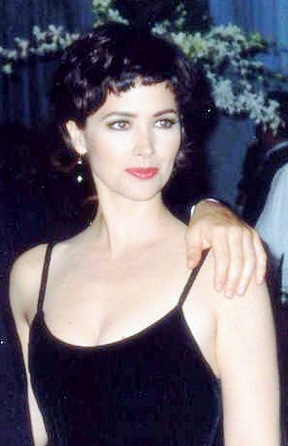
Janine Turner en los Emmy Awards de 1993

En 1978, a los quince años de edad, Turner dejó su casa para perseguir una carrera como modelo con la agencia de modelos Wilhelmina Models. Turner comenzó su carrera como actriz en 1980, apareciendo en varios episodios de Dallas. Ella continuó haciendo apariciones especiales en programas de televisión a lo largo de la década de 1980 antes de conseguir el papel de Laura Templeton en General Hospital. En 1990 fue elegida como Maggie O'Connell en Doctor en Alaska, un papel que le valió una nominación al Emmy.
Después de su gran avance en Doctor en Alaska, Turner apareció en 1993 en la película de acción Cliffhanger, junto a Sylvester Stallone. Luego apareció como June Cleaver en una adaptación cinematográfica de Leave it to Beaver.
En 2004 escribió y dirigió Trip in a Summer Dress, una película acerca de una valiente madre y sus hijos. En 2006 apareció en una película de bajo presupuesto filmada en Dallas, The Night of the White Pants. También en 2006 Turner fue nombrada miembro del President's Council on Service and Civic Participation. En 2007 apareció en un video promocional de 'Christoga', una forma cristiana de yoga.
En 2008, el libro de Turner, Holding Her Head High: Inspiration from 12 Single Mothers Who Championed Their Children and Changed History, fue puesto a la venta. El libro se centra en historias de madres solteras como Rachel Lavein Fawcett, madre de Alexander Hamilton.
También en 2008 Turner apareció en ocho episodios seguidos en la serie Friday Night Lights de la NBC. Interpretó a Katie McCoy, madre de un talentoso mariscal de campo de fútbol americano escolar.
El 21 de mayo de 2011 Turner comenzó a conducir un talk show en vivo de dos horas dirigido a los conservadores en la radio KLIF (AM) en Dallas.

## Vida personal
Turner nació en Lincoln, Nebraska. Hija de Janice, una agente de bienes raíces y M. Turner Gauntt, un piloto de Braniff. Su padre es del este de Texas, mientras que su madre es del sur de Texas. Tiene un hermano, Tim, que se crio en Euless, Texas.
Turner vive en un rancho de ganado Longhorn fuera de Dallas, Texas, con su hija, Juliette Turner-Jones. El padre de Juliette es Jerry Jones, Jr., hijo del dueño de los Dallas Cowboys, Jerry Jones.
Además, se le ha relacionado con Alec Baldwin, Sylvester Stallone y Mijaíl Baryshnikov.
Como republicana conservadora, en las elecciones de 2008, hizo campaña para la candidata a la vicepresidencia Sarah Palin y expresó su preocupación por lo que ella percibía como una tendencia  abiertamente liberal en los medios como una invitado en el programa Huckabee de Fox News Channel el 25 de octubre de 2008, y en el programa Larry King Live de CNN el 28 de octubre de 2008. Turner contribuye frecuentemente a los candidatos y a las organizaciones del Partido Republicano. Donó por lo menos US$7 000 durante la última década.
Janine y su hija Juliette comenzaron una organización llamada Constituting America, dirigida a educar a los estadounidenses acerca de la Constitución de los Estados Unidos.
El 17 de mayo de 2010, realizó una charla pagada en un evento patrocinado por la fundación "Americans for Prosperity", en honor a los ciudadanos líderes del Tea Party.

## Premios y nominaciones
Premios Emmy
- 1993: Nominada, "Mejor actriz principal en una serie dramática" - Doctor en Alaska

Premios Globo de Oro
- 1992: Nominada, "Mejor actuación de una actriz en una serie de televisión - Drama" - Doctor en Alaska
- 1993: Nominada, "Mejor actuación de una actriz en una serie de televisión - Drama" - Doctor en Alaska
- 1994: Nominada, "Mejor actuación de una actriz en una serie de televisión - Drama" - Doctor en Alaska

Premios Golden Raspberry
- 1994: Nominada, "Peor a actriz de reparto" - Cliffhanger

Premios del Sindicato de Actores
- 1995: Nominada, "Mejor Interpretación de reparto en una serie de comedia" - Doctor en Alaska

Premios Young Artist
- 1983: Ganadora, "Mejor actriz joven en una serie diurna" - General Hospital